# Korps Merker
Das Korps Merker war ein Großverband des Heeres der deutschen Wehrmacht im Zweiten Weltkrieg. Der Namensgeber für das Korps war hierbei der das Korps kommandierende Generalleutnant Ludwig Merker. Das Korps wurde am 21. April 1945 auf dem Truppenübungsplatz Münsingen aufgestellt. Aufgabe des Korps war es die Aufgänge auf die Schwäbische Alb im Raum Schömberg, Lichtenstein, Heubach, Hülben zu verteidigen. Aufgrund der chaotischen Kriegslage und des Mangels an Nachrichtenmitteln gelang der Kontakt zu den unterstellten Einheiten nicht mehr. Bereits am 22. April 1945 musste sich das Korps nach Biberach zurückziehen und wurde hier wieder aufgelöst.